# Jacques Tuyisenge
Jacques Tuyisenge (sinh ngày 22 tháng 9 năm 1991) là một cầu thủ bóng đá người Rwanda thi đấu cho đội bóng Giải bóng đá ngoại hạng Kenya Gor Mahia và đội tuyển quốc gia Rwanda.
Anh gia nhập Gor Mahia từ Police ở Rwanda. 
Anh gia nhập Police lúc 16 tuổi, là cầu thủ ra sân thường xuyên. Trong mùa giải đầu tiên, anh ghi 11 bàn thắng cho Police.
Anh gia nhập Gor Mahia với bản hợp đồng trị giá 4000 dollar. Anh ghi bàn đầu tiên ở phút 21 vào lưới Tusker từ một pha đánh đầu.

## Sự nghiệp quốc tế
Ngày 4 tháng 6 năm 2016, anh ghi 2 bàn thắng trong thất bại 3-2 trên sân nhà trước Mozambique.

### Bàn thắng quốc tế
Tính đến trận đấu diễn ra ngày 10 tháng 9 năm 2019. Tỉ số của Rwanda liệt kê đầu tiên, cột tỉ số biểu thị tỉ số sau mỗi bàn thắng của Tuyisenge.
| #  | Ngày                 | Địa điểm                                         | Số trận | Đối thủ    | Tỉ số | Kết quả | Giải đấu                 |
| -- | -------------------- | ------------------------------------------------ | ------- | ---------- | ----- | ------- | ------------------------ |
| 1  | 12 tháng 12 năm 2014 | Sân vận động Régional Nyamirambo, Kigali, Rwanda | 12      | Gabon      | 1–0   | 1–0     | Giao hữu                 |
| 2  | 28 tháng 8 năm 2015  | Sân vận động Amahoro, Kigali, Rwanda             | 16      | Ethiopia   | 2–1   | 3–1     | Giao hữu                 |
| 3  | 17 tháng 11 năm 2015 | Sân vận động Régional Nyamirambo, Kigali, Rwanda | 20      | Libya      | 1–1   | 1–3     | Vòng loại World Cup 2018 |
| 4  | 21 tháng 11 năm 2015 | Sân vận động Addis Ababa, Addis Ababa, Ethiopia  | 21      | Ethiopia   | 1–0   | 1–0     | CECAFA Cup 2015          |
| 5  | 24 tháng 11 năm 2015 | Sân vận động Awassa Kenema, Awasa, Ethiopia      | 22      | Tanzania   | 1–2   | 1–2     | CECAFA Cup 2015          |
| 6  | 27 tháng 11 năm 2015 | Sân vận động Awassa Kenema, Awasa, Ethiopia      | 23      | Somalia    | 2–0   | 3–0     | CECAFA Cup 2015          |
| 7  | 10 tháng 1 năm 2016  | Sân vận động Umuganda, Gisenyi, Rwanda           | 28      | CHDC Congo | 1–0   | 1–0     | Giao hữu                 |
| 8  | 4 tháng 6 năm 2016   | Sân vận động Amahoro, Kigali, Rwanda             | 33      | Mozambique | 1–1   | 2–3     | Vòng loại CAN 2017       |
| 9  | 4 tháng 6 năm 2016   | Sân vận động Amahoro, Kigali, Rwanda             | 33      | Mozambique | 2–2   | 2–3     | Vòng loại CAN 2017       |
| 10 | 16 tháng 10 năm 2018 | Sân vận động Régional Nyamirambo, Kigali, Rwanda | 37      | Guinée     | 1–1   | 1–1     | Vòng loại CAN 2019       |
| 11 | 18 tháng 11 năm 2018 | Sân vận động Huye, Butare, Rwanda                | 38      | Trung Phi  | 1–0   | 2–2     | Vòng loại CAN 2019       |
| 12 | 18 tháng 11 năm 2018 | Sân vận động Huye, Butare, Rwanda                | 38      | Trung Phi  | 2–1   | 2–2     | Vòng loại CAN 2019       |
| 13 | 10 tháng 9 năm 2019  | Sân vận động Régional Nyamirambo, Kigali, Rwanda | 41      | Seychelles | 3–0   | 7–0     | Vòng loại World Cup 2022 |
| 14 | 10 tháng 9 năm 2019  | Sân vận động Régional Nyamirambo, Kigali, Rwanda | 41      | Seychelles | 4–0   | 7–0     | Vòng loại World Cup 2022 |